# Fleinhausen
Fleinhausen ist ein Pfarrdorf und Ortsteil von Dinkelscherben im Landkreis Augsburg (Bayern). Zur Gemarkung gehört auch noch die Einöde Elmischwang (auch Elmischwangmühle).

## Geographie
Fleinhausen im westlichen Landkreis Augsburg in der Reischenau liegt am westlichen Flussufer der Zusam. Fleinhausen liegt 2,5 km nordwestlich der Hauptgemeinde und hat mit der abgelegenen Elmischwangmühle ungefähr 360 Einwohner. Elmischwang ist nicht zu verwechseln mit dem gleichnamigen Weiler in der Gemarkung Wollmetshofen, der nur 12 Kilometer entfernt liegt.

## Geschichte

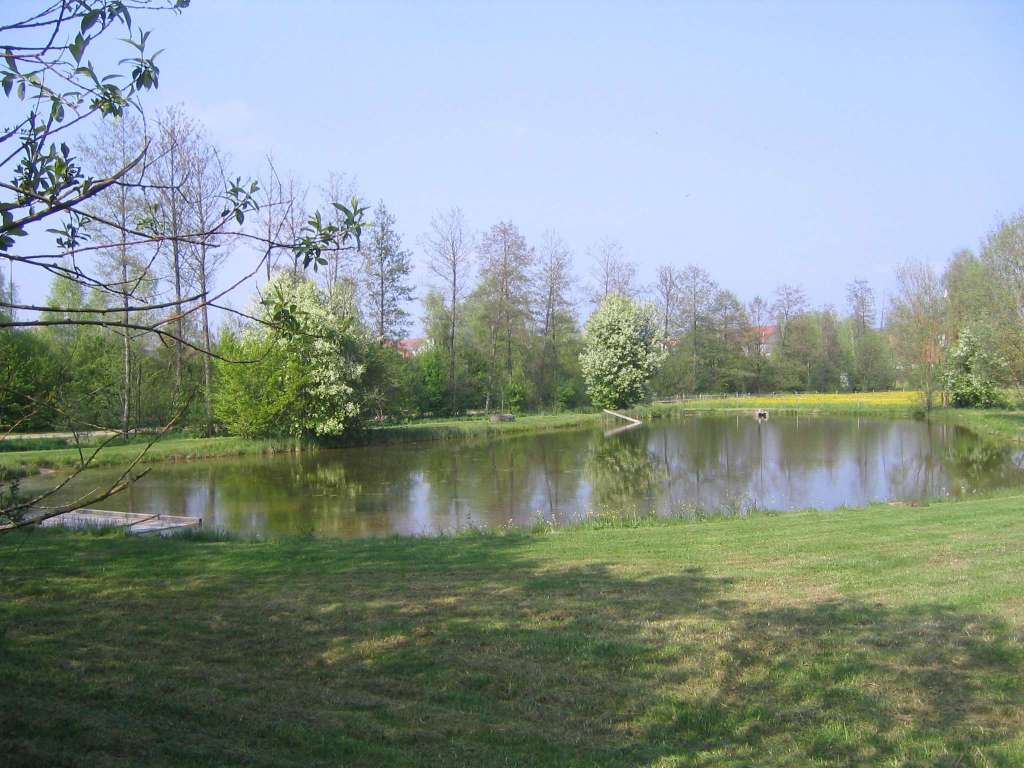
Badeweiher

Die Entstehungsgeschichte des Siedlungsmittelpunkts Fleinhausen geht bis ins achte Jahrhundert zurück, außerdem befanden sich dort eine 1304 gegründete Gerichtsstätte und eine Zollstätte. Fleinhausen lag an der Heer- und Handelsstraße Augsburg-Ulm, die im Mittelalter von Biburg her über Rommelsried, Agawang und Lindach nach Fleinhausen und von dort über Grünenbaindt durch den Wald nach Freihalden und weiter nach Jettingen und Günzburg ging.
Im 12. Jahrhundert war das Domstift Augsburg in Fleinhausen begütert. Diesen Besitz bestätigt Papst Coelestin II. in einer Urkunde vom 26. November 1143. In dieser Urkunde wird auch der Name des Dorfes zum ersten Male erwähnt, „Flinhusen“, was so viel bedeutet wie „Haus auf angeschwemmtem Land“. Später wurde Fleinhausen dem Pflegamt Dinkelscherben des Domstifts Augsburg zugeteilt und verlor dadurch seine zentrale Stellung.

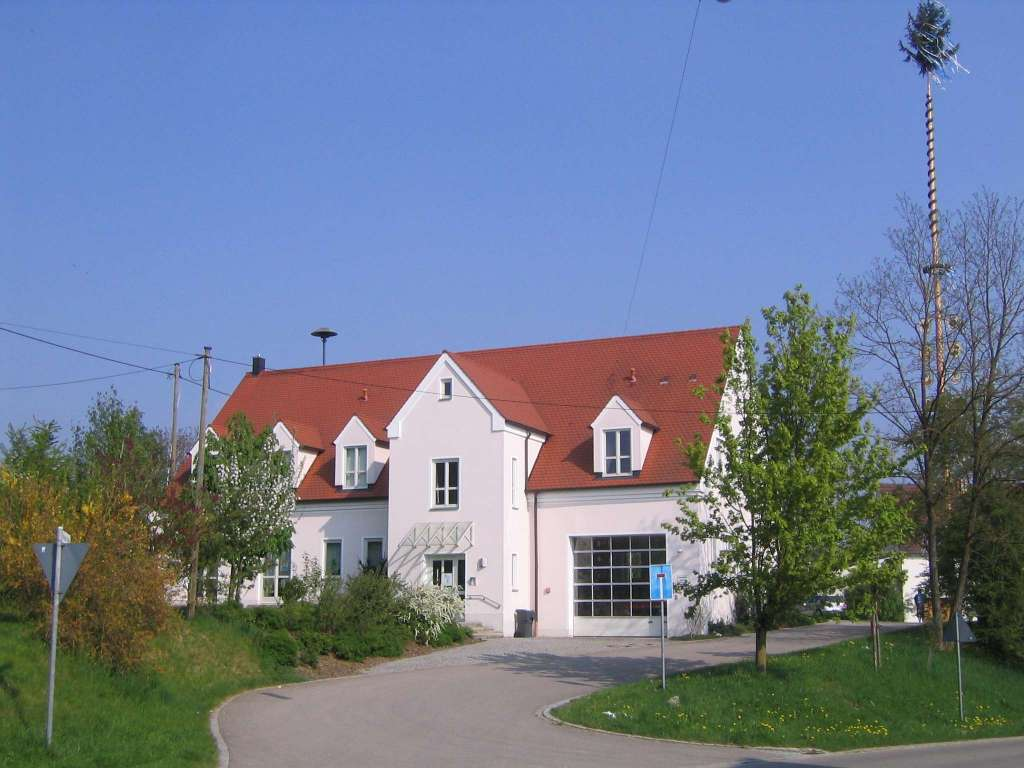
Vereinsheim

Während des Deutschen Bauernkrieges stürmten auch 25 Fleinhauser mit den aufständischen Reischenaubauern und dem Jettingerhaufen am 2. April 1525 das Kloster und Gotteshaus in Wettenhausen. Der Wirt und Waibel Melchior Kontzmaier aus Fleinhausen wurde, obwohl er vom Bund begnadigt wurde, am 14. Oktober 1525 vom Domkapitel zum Tode verurteilt und auf Burg Zusameck hingerichtet. Im Dreißigjährigen Krieg wurde der Ort mehrfach geplündert. Es herrschten Missernten, Hungersnot, Überschwemmung und 1628 die Pest. Auch 1702/1703 und 1800 plünderten durchziehende Truppen.
1862 bis 1929 gehörte Fleinhausen zum Bezirksamt Zusmarshausen und ab 1929 zum Bezirksamt Augsburg, das ab 1939 dann als Landkreis Augsburg bezeichnet wurde.
Am 12. Februar 1885 wurde in Fleinhausen der Herausgeber des antisemitischen Hetzblattes Der Stürmer, der NS-Politiker Julius Streicher, geboren.
1901 wurde die erste Wasserleitung gebaut. Eine Poststelle wurde 1905 eingerichtet. In der Folgezeit schlossen sich Vereine und Genossenschaften zusammen. Seit 1911 besitzt der Ort die Versorgung mit Strom und Licht.
Am 1. Mai 1978 wurde die bis dahin selbstständige Gemeinde in den Markt Dinkelscherben eingegliedert.
Bis jetzt hat der Ort seinen bäuerlichen Charakter bewahrt. Lediglich ein Vereinsheim, ein Sägewerk, die Mühle Elmischwang, ein Reisebüro, ein Elektroinstallationsgeschäft, eine Pferdeklinik mit Reithalle sowie ein Autohändler haben hier ihren Sitz.
An Vereinen hat Fleinhausen die an die 30 Mann starke Freiwillige Feuerwehr und einen Schützenverein.

## Kirche

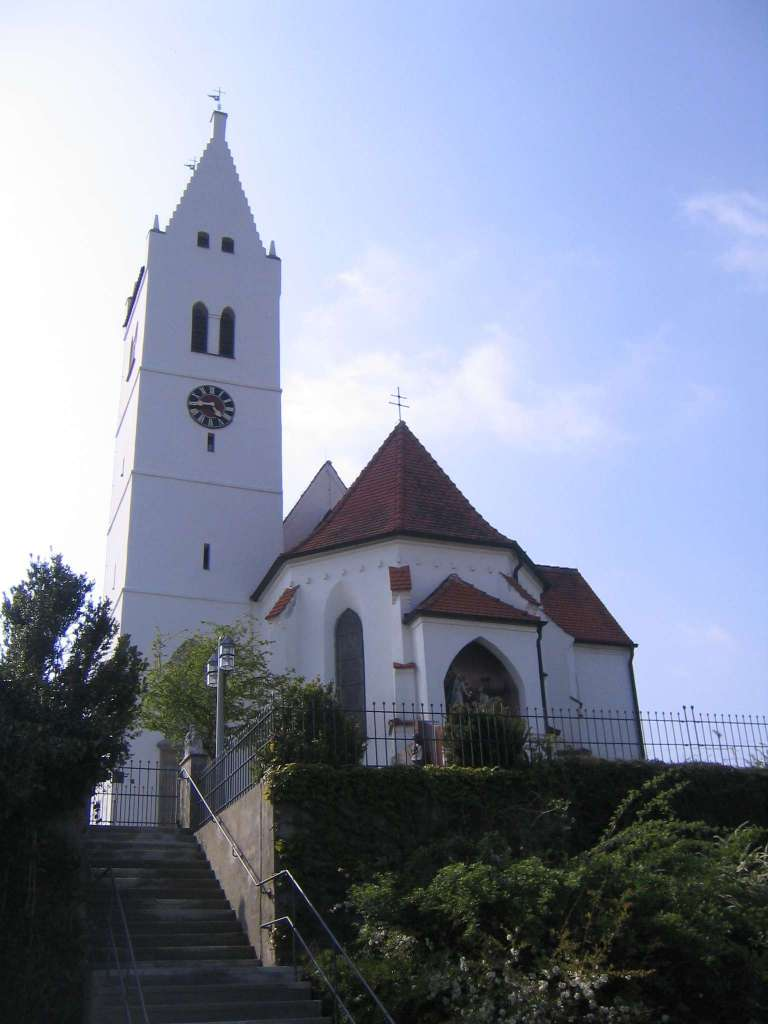
Kirche von Fleinhausen

Die Pfarrkirche St. Nikolaus steht, vom Friedhof umschlossen, mitten im Dorf auf einer künstlich angelegten Hervorhebung. Der jetzige Bau stammt aus dem Jahre 1474 und zeigt ebenso wie der alte Sattelturm in seinem Äußeren noch gotische Formen.
Als Wallfahrtsstätte wurde sie bis 1805 von nah und fern besucht. Der Gottesdienst wurde zu Ehren des „wundertätigen Kreuzes“ von Fleinhausen abgehalten. Aus dieser Zeit sind 454 Gebetserhörungen aufgezeichnet.
Die Pfarrkirche wurde 1930, das 1779 erbaute Pfarrhaus 1941 restauriert.

## Persönlichkeiten
- Julius Streicher (1885–1946), nationalsozialistischer Politiker, Herausgeber des Nürnberger NS-Parteiorgans Fränkische Tageszeitung sowie Gründer, Eigentümer und Herausgeber des antisemitisch-pornografischen Hetzblattes Der Stürmer